# Working Men
Working Men è una compilation della rock band canadese Rush pubblicata il 17 novembre 2009 e composta esclusivamente da materiale live. La raccolta è stata pubblicata simultaneamente sia in versione cd che in versione DVD, con gli stessi contenuti.
La compilation raccoglie brani registrati dal vivo durante i tour svolti negli anni duemila e derivanti dagli album (e video) Rush in Rio, R30: 30th Anniversary World Tour e Snakes & Arrows Live. L'unico brano inedito presente nella raccolta al momento della pubblicazione era One Little Victory derivante dal tour R30 ed escluso dal cd e DVD precedentemente pubblicato nel 2005; tuttavia appena un mese dopo la pubblicazione di Working Men il medesimo brano è stato pubblicato nella versione blu-ray del video R30: 30th Anniversary World Tour che presentava la versione integrale del concerto.

## Tracce
1. Limelight (da: Snakes & Arrows Live)
2. The Spirit Of Radio (da: R30: 30th Anniversary World Tour)
3. 2112: Overture/The Temples of Syrinx (da: Rush in Rio)
4. Freewill (da: Snakes & Arrows Live)
5. Dreamline (da: R30: 30th Anniversary World Tour)
6. Far Cry (da: Snakes & Arrows Live)
7. Subdivisions (da: R30: 30th Anniversary World Tour)
8. One Little Victory
9. Closer To The Heart (da: Rush in Rio)
10. Tom Sawyer (da: Snakes & Arrows Live)
11. Working Man (da: R30: 30th Anniversary World Tour)
12. YYZ (da: Rush in Rio)

## Formazione
- Geddy Lee: basso, voce, sintetizzatori
- Alex Lifeson: chitarra elettrica ed acustica
- Neil Peart: batteria e percussioni